# Fokje Bleeker-Dijkstra
Fokje Bleeker-Dijkstra (15 maart 1910 - 6 januari 2000) was tijdens de Tweede Wereldoorlog een Nederlandse verzetsstrijder.
Samen met haar man, Johan Bleeker, ving zij gedurende de gehele oorlog vele, vaak Joodse onderduikers vanuit heel Nederland op in hun huis-schoenmakerij Tjepkemastraat 22 in Heerenveen. Een van de bekendste hiervan was Letty Rudelsheim van de verzetsgroep van Joop Westerweel die in 1942 bij hen ondergedoken zat.
Zij ontvingen hiervoor in 1981 de Jad Vasjem-onderscheiding.